# Скиба, Иван Иванович
Иван Иванович Скиба (укр. Іван Іванович Скиба; 8 марта 1937, с. Каленики, Золотоношский район, Киевская область, Украинская ССР, СССР — 12 июня 2017, Москва, Россия) — советский украинский государственный и партийный деятель. Первый секретарь Ивано-Франковского обкома КП Украины (1978—1983). Депутат Верховного Совета Украинской ССР IX созыва. Кандидат в члены ЦК КП Украины в (1976 — октябре 1980). Член ЦК КП Украины (октябрь 1980—1986). Депутат Верховного Совета СССР X—XI созывов. Народный депутат СССР (1989—1991). Кандидат в члены ЦК КПСС (1986—1990). Доктор сельскохозяйственных наук.

## Биография
Родился в семье крестьянина. Окончил Калениковскую семилетнюю школу Черкасской области.
В 1959 окончил Одесский сельскохозяйственный институт.
Член КПСС с 1959.
В 1959 — ассистент кафедры Одесского сельскохозяйственного института.
В 1959—1961 г. — инструктор Одесского областного комитета ЛКСМУ. В 1961—1962 г. — инструктор, заведующий сектором, заведующий отделом ЦК ЛКСМУ.
В 1962 — мае 1968 г. — секретарь ЦК ЛКСМУ по работе с сельской молодежью.
В мае 1968—1970 г. — 2-й секретарь ЦК ЛКСМУ.
В 1970—1972 г. — инспектор ЦК КПУ.
В 1972—1978 г. — 2-й секретарь Закарпатского областного комитета КПУ.
В октябре 1978 — декабре 1983 г. — 1-й секретарь Ивано-Франковского областного комитета КПУ.
В декабре 1983—1987 г. — 1-й заместитель заведующего отделом сельского хозяйства и пищевой промышленности ЦК КПСС.
В 1987—1988 г. — заведующий отделом сельского хозяйства и пищевой промышленности ЦК КПСС.
В 1988—1991 г. — заведующий Аграрным отделом ЦК КПСС.
С 1991 — генеральный директор торгового дома «Агроинторг». Потом — на пенсии в Москве.

## Награды
- ордена
- медали